# インドネシアの地方行政区画
インドネシアの地方行政区画（インドネシアのちほうぎょうせいくかく）は、州（インドネシア語: provinsi あるいは propinsi）が最上位の地方行政単位である。州知事が最高責任者であり、5年ごとに改選される。州の下には県（カブパテン、インドネシア語: kabupaten）・市（コタ、インドネシア語: kota）が置かれるが、名称の違いがあるだけで制度的には同レベルの存在である。農村部主体の地域を県、都市部主体の地域を市と呼ぶ。これらはそれぞれ政府、議会および知事を持つ（例えば州政府、州議会および州知事）が、州は中央政府の代理機関という属性を持つのに対し、県以下は地方自治に特化した存在となっている。
県は5つ以上の郡（クチャマタン、インドネシア語: Kecamatan）、市は4つ以上の郡からなり、これら郡はさらに区（クルラハン、インドネシア語: Kelurahan）に分けられる。農村部では区ではなく、地域の固有性に配慮した境界をもって分割され、それらは村（デサ、インドネシア語: Desa）と呼ばれ、自治性が区より高い。区長は郡長の提案により県知事または市長から任命される一方、村長は住民による直接選挙で選ばれ、県知事または市長から任命されるのである。ただし、村は金銭面で自治の維持が難しく、区へと移行するケースが多いという。
特殊な存在として特別地区（インドネシア語: Kawasan Khusus）があり、特別行政地区、自由貿易地区や産業活動促進地区といった特区が州もしくは県または市の下に置かれる。ただし、その地方政府とは別に大統領が任命した委員が含まれる地域評議会や自由貿易地区運営機関が地区の政策決定や運営を行う。バタム島、ビンタン島、カリムン島などが自貿区の例である。

## 州
2022年12月時点で38州がある。このうち9州は特別な地位にある（特別州）。
- アチェ州 - 同国で唯一シャリーアに基づく州法を制定している[1]。
- ジャカルタ首都特別州 - 首都として特別な地位にある。
- ジョグジャカルタ特別州 - 伝統的なスルターンが州知事を務める。
- パプア州、西パプア州、中部パプア州、山岳パプア州、南パプア州、南西パプア州[2] - パプア特別自治法により自治権を持つ。

インドネシア独立宣言後に共和国政府によって宣言された8州が始まりとされる。1949年12月のオランダの独立承認後はインドネシア連邦共和国としてインドネシア共和国とその他の自治国から成る連邦制が採用されていたが、単一国家を望む世論の高まりを受け1950年8月15日に新憲法（1950年憲法）が公布・施行され、10州からなる単一国家となった。
1999年には26の州があったが分離の傾向があり、2008年においては33の州に分かれた。2012年には34番目の州として北カリマンタン州を設置することが決まった。2022年6月30日に中部パプア州、山岳パプア州、南パプア州が設置され37州となり、同年12月9日に西パプア州の一部が新たに南西パプア州として分離し38州となった。
インドネシア政府は、「指針であり目標値ではない」としながらも2025年までに現存の34州を分割して44州にするという目安を発表している。
| 地域           | 州                                                   | 州都               | 設置年         | 人口 (2020年) | 面積 (km2) | 人口密度 (人/km2) | 備考                                                                 |
| -------------- | ---------------------------------------------------- | ------------------ | -------------- | ------------- | ---------- | ----------------- | -------------------------------------------------------------------- |
| スマトラ島     | アチェ州 (Aceh)                                      | バンダ・アチェ     | 1956年12月7日  | 5,274,871     | 57,956     | 91                |                                                                      |
| スマトラ島     | 北スマトラ州 (Sumatera Utara)                        | メダン             | 1948年4月15日  | 14,799,361    | 72,981     | 203               |                                                                      |
| スマトラ島     | 西スマトラ州 (Sumatera Barat)                        | パダン             | 1958年5月17日  | 5,534,472     | 42,013     | 132               |                                                                      |
| スマトラ島     | リアウ州 (Riau)                                      | プカンバル         | 1958年5月17日  | 6,394,087     | 87,024     | 73                |                                                                      |
| スマトラ島     | リアウ諸島州 (Kepulauan Riau)                        | タンジュン・ピナン | 2002年9月24日  | 2,064,564     | 8,202      | 252               | 州政府は2004年7月1日発足                                             |
| スマトラ島     | ジャンビ州 (Jambi)                                   | ジャンビ           | 1957年2月8日   | 3,548,228     | 50,058     | 71                |                                                                      |
| スマトラ島     | ブンクル州 (Bengkulu)                                | ブンクル           | 1967年9月12日  | 2,010,670     | 19,919     | 101               |                                                                      |
| スマトラ島     | 南スマトラ州 (Sumatera Selatan)                      | パレンバン         | 1948年4月15日  | 8,467,432     | 91,592     | 92                |                                                                      |
| スマトラ島     | バンカ・ブリトゥン州 (Kepulauan Bangka Belitung)     | パンカルピナン     | 2000年11月21日 | 1,455,678     | 16,424     | 89                | 州政府は2001年2月9日発足                                             |
| スマトラ島     | ランプン州 (Lampung)                                 | バンダルランプン   | 1964年3月18日  | 9,007,848     | 34,624     | 260               |                                                                      |
| ジャワ島       | ジャカルタ首都特別州 (Daerah Khusus Ibukota Jakarta) | 中央ジャカルタ市   | 1959年         | 10,562,088    | 664        | 15,907            | 1959年に首都特別区として州から独立 州と同格となったのは1964年8月31日 |
| ジャワ島       | バンテン州 (Banten)                                  | セラン             | 2000年10月6日  | 11,904,562    | 9,663      | 1,232             | 州政府は同年11月17日に発足                                           |
| ジャワ島       | 西ジャワ州 (Jawa Barat)                              | バンドン           | 1945年8月19日  | 48,274,162    | 35,378     | 1,365             |                                                                      |
| ジャワ島       | 中部ジャワ州 (Jawa Tengah)                           | スマラン           | 1945年8月18日  | 36,516,035    | 32,801     | 1,113             |                                                                      |
| ジャワ島       | ジョグジャカルタ特別州 (Daerah Istimewa Yogyakarta)  | ジョグジャカルタ市 | 1950年3月4日   | 3,668,719     | 3,133      | 1,171             | 州知事はスルターン家が世襲                                           |
| ジャワ島       | 東ジャワ州 (Jawa Timur)                              | スラバヤ           | 1945年8月19日  | 40,665,696    | 47,800     | 851               |                                                                      |
| 小スンダ列島   | バリ州 (Bali)                                        | デンパサール       | 1958年8月14日  | 4,317,404     | 5,780      | 747               |                                                                      |
| 小スンダ列島   | 西ヌサ・トゥンガラ州 (Nusa Tenggara Barat)           | マタラム           | 1958年12月17日 | 5,320,092     | 18,572     | 287               |                                                                      |
| 小スンダ列島   | 東ヌサ・トゥンガラ州 (Nusa Tenggara Timur)           | クパン             | 1958年12月20日 | 5,325,566     | 48,718     | 109               |                                                                      |
| カリマンタン島 | 西カリマンタン州 (Kalimantan Barat)                  | ポンティアナック   | 1957年1月1日   | 5,414,390     | 147,307    | 37                |                                                                      |
| カリマンタン島 | 中部カリマンタン州 (Kalimantan Tengah)               | パランカラヤ       | 1957年5月23日  | 2,669,969     | 153,565    | 17                |                                                                      |
| カリマンタン島 | 南カリマンタン州 (Kalimantan Selatan)                | バンジャルマシン   | 1957年1月1日   | 4,073,584     | 38,744     | 105               |                                                                      |
| カリマンタン島 | 東カリマンタン州 (Kalimantan Timur)                  | サマリンダ         | 1957年1月1日   | 3,766,039     | 129,067    | 29                |                                                                      |
| カリマンタン島 | 北カリマンタン州 (Kalimantan Utara)                  | タンジュン・セロル | 2012年11月17日 | 701,814       | 75,468     | 9                 | 州政府は2013年4月22日発足                                            |
| スラウェシ     | 北スラウェシ州 (Sulawesi Utara)                      | マナド             | 1964年9月23日  | 2,621,923     | 13,852     | 189               | 北・中部スラウェシ州（1960年設置）を継承                             |
| スラウェシ     | ゴロンタロ州 (Gorontalo)                             | ゴロンタロ         | 2000年12月5日  | 1,171,681     | 11,257     | 104               | 州政府は2001年2月16日発足                                            |
| スラウェシ     | 中部スラウェシ州 (Sulawesi Tengah)                   | パル               | 1964年4月13日  | 2,985,734     | 61,841     | 48                |                                                                      |
| スラウェシ     | 南東スラウェシ州 (Sulawesi Tenggara)                 | ケンダリ           | 1964年4月27日  | 2,624,875     | 38,068     | 69                |                                                                      |
| スラウェシ     | 南スラウェシ州 (Sulawesi Selatan)                    | マカッサル         | 1964年9月23日  | 9,073,509     | 46,717     | 194               | 南・南東スラウェシ州（1960年設置）を継承                             |
| スラウェシ     | 西スラウェシ州 (Sulawesi Barat)                      | マムジュ           | 2004年10月16日 | 1,419,229     | 16,787     | 85                |                                                                      |
| マルク諸島     | マルク州 (Maluku)                                    | アンボン           | 1945年8月19日  | 1,848,923     | 46,914     | 39                |                                                                      |
| マルク諸島     | 北マルク州 (Maluku Utara)                            | ソフィフィ         | 1999年9月12日  | 1,282,937     | 31,983     | 40                | 2010年までの州都はテルナテ                                           |
| ニューギニア島 | パプア州 (Papua)                                     | ジャヤプラ         | 1963年5月1日   | 1,008,086     | 78,346     | 13                |                                                                      |
| ニューギニア島 | 中部パプア州 (Papua Tengah)                          | ナビレ             | 2022年6月30日  | 1,391,123     | 61,012     | 23                | 州政府は同年11月11日発足                                             |
| ニューギニア島 | 山岳パプア州 (Papua Pegunungan)                      | ワメナ             | 2022年6月30日  | 1,390,881     | 52,397     | 27                | 州政府は同年11月11日発足                                             |
| ニューギニア島 | 南パプア州 (Papua Selatan)                           | メラウケ           | 2022年6月30日  | 513,617       | 127,281    | 4                 | 州政府は同年11月11日発足                                             |
| ニューギニア島 | 西パプア州 (Papua Barat)                             | マノクワリ         | 2003年11月14日 | 542,999       | 66,330     | 8                 |                                                                      |
| ニューギニア島 | 南西パプア州 (Papua Barat Daya)                      | ソロン             | 2022年11月17日 | 591,069       | 30,695     | 19                | 州政府は同年12月9日発足                                              |

### かつて存在した州

1945年から2012年までの州の変遷（アニメーション）

インドネシア連邦共和国の構成国は当該項目を参照。
- スマトラ州（Sumatra、1945年 - 1948年）
- 中部スマトラ州（英語版）（Sumatera Tengah、1948年 - 1957年）
- 小スンダ州（Sunda Kecil、1945年 - 1954年、ヌサ・トゥンガラ州へ改称）
  - ヌサ・トゥンガラ州（Nusa Tenggara、1954年 - 1958年）
- 東ティモール州（英語版）（Timur Timor、1976年 - 1999年）
  - 1976年に独立宣言した東ティモール民主共和国（旧ポルトガル領ティモール）を併合後に設置された州。東ティモール州は国際的に承認されず、1999年に国際連合東ティモール暫定行政機構へ引き渡された。2002年に東ティモール民主共和国として再度独立を宣言した。
- カリマンタン州（Kalimantan、1945年 - 1957年）
- スラウェシ州（Sulawesi、1945年 - 1960年）
- 北・中部スラウェシ州[19]（Sulawesi Utara-Tengah、1960年 - 1964年）：北スラウェシ州が継承。州知事はそのまま北スラウェシ州知事へ移行した。
- 南・南東スラウェシ州[19]（Sulawesi Selatan-Tenggara、1960年 - 1964年）：南スラウェシ州が継承。同上。

### 州の変遷
州名は一部を除いて現行の名称を使用している。
| 1945                          | 1948                          | 1949                          | 1950                          | 1956                          | 1957                          | 1958                   | 1959                   | 1960                   | 1962                   | 1963                          | 1964                          | 1967                          | 1976                          | 1999                          | 2000                          | 2002                   | 2003                   | 2004                   | 2012                   | 2022                   |
| ----------------------------- | ----------------------------- | ----------------------------- | ----------------------------- | ----------------------------- | ----------------------------- | ---------------------- | ---------------------- | ---------------------- | ---------------------- | ----------------------------- | ----------------------------- | ----------------------------- | ----------------------------- | ----------------------------- | ----------------------------- | ---------------------- | ---------------------- | ---------------------- | ---------------------- | ---------------------- |
| スマトラ州                    | 北スマトラ州                  | 北スマトラ州                  | 北スマトラ州                  | アチェ州                      | アチェ州                      | アチェ州               | アチェ州               | アチェ州               | アチェ州               | アチェ州                      | アチェ州                      | アチェ州                      | アチェ州                      | アチェ州                      | アチェ州                      | アチェ州               | アチェ州               | アチェ州               | アチェ州               | アチェ州               |
| スマトラ州                    | 北スマトラ州                  | 北スマトラ州                  | 北スマトラ州                  | 北スマトラ州                  |                               |                        |                        |                        |                        |                               |                               |                               |                               |                               |                               |                        |                        |                        |                        |                        |
| スマトラ州                    | 中部スマトラ州                | 中部スマトラ州                | 中部スマトラ州                | 中部スマトラ州                | ジャンビ州                    | ジャンビ州             | ジャンビ州             | ジャンビ州             | ジャンビ州             | ジャンビ州                    | ジャンビ州                    | ジャンビ州                    | ジャンビ州                    | ジャンビ州                    | ジャンビ州                    | ジャンビ州             | ジャンビ州             | ジャンビ州             | ジャンビ州             | ジャンビ州             |
| スマトラ州                    | 中部スマトラ州                | 中部スマトラ州                | 中部スマトラ州                | 中部スマトラ州                | 中部スマトラ州                | 西スマトラ州           | 西スマトラ州           | 西スマトラ州           | 西スマトラ州           | 西スマトラ州                  | 西スマトラ州                  | 西スマトラ州                  | 西スマトラ州                  | 西スマトラ州                  | 西スマトラ州                  | 西スマトラ州           | 西スマトラ州           | 西スマトラ州           | 西スマトラ州           | 西スマトラ州           |
| スマトラ州                    | 中部スマトラ州                | 中部スマトラ州                | 中部スマトラ州                | 中部スマトラ州                | 中部スマトラ州                | リアウ州               | リアウ州               | リアウ州               | リアウ州               | リアウ州                      | リアウ州                      | リアウ州                      | リアウ州                      | リアウ州                      | リアウ州                      | リアウ諸島州           | リアウ諸島州           | リアウ諸島州           | リアウ諸島州           | リアウ諸島州           |
| スマトラ州                    | 中部スマトラ州                | 中部スマトラ州                | 中部スマトラ州                | 中部スマトラ州                | 中部スマトラ州                | リアウ州               | リアウ州               | リアウ州               | リアウ州               | リアウ州                      | リアウ州                      | リアウ州                      | リアウ州                      | リアウ州                      | リアウ州                      | リアウ州               |                        |                        |                        |                        |
| スマトラ州                    | 南スマトラ州                  | 南スマトラ州                  | 南スマトラ州                  | 南スマトラ州                  | 南スマトラ州                  | 南スマトラ州           | 南スマトラ州           | 南スマトラ州           | 南スマトラ州           | 南スマトラ州                  | ランプン州                    | ランプン州                    | ランプン州                    | ランプン州                    | ランプン州                    | ランプン州             | ランプン州             | ランプン州             | ランプン州             | ランプン州             |
| スマトラ州                    | 南スマトラ州                  | 南スマトラ州                  | 南スマトラ州                  | 南スマトラ州                  | 南スマトラ州                  | 南スマトラ州           | 南スマトラ州           | 南スマトラ州           | 南スマトラ州           | 南スマトラ州                  | 南スマトラ州                  | ブンクル州                    | ブンクル州                    | ブンクル州                    | ブンクル州                    | ブンクル州             | ブンクル州             | ブンクル州             | ブンクル州             | ブンクル州             |
| スマトラ州                    | 南スマトラ州                  | 南スマトラ州                  | 南スマトラ州                  | 南スマトラ州                  | 南スマトラ州                  | 南スマトラ州           | 南スマトラ州           | 南スマトラ州           | 南スマトラ州           | 南スマトラ州                  | 南スマトラ州                  | 南スマトラ州                  | 南スマトラ州                  | 南スマトラ州                  | バンカ・ブリトゥン州          | バンカ・ブリトゥン州   | バンカ・ブリトゥン州   | バンカ・ブリトゥン州   | バンカ・ブリトゥン州   | バンカ・ブリトゥン州   |
| スマトラ州                    | 南スマトラ州                  | 南スマトラ州                  | 南スマトラ州                  | 南スマトラ州                  | 南スマトラ州                  | 南スマトラ州           | 南スマトラ州           | 南スマトラ州           | 南スマトラ州           | 南スマトラ州                  | 南スマトラ州                  | 南スマトラ州                  | 南スマトラ州                  | 南スマトラ州                  | 南スマトラ州                  |                        |                        |                        |                        |                        |
| 1945                          | 1948                          | 1949                          | 1950                          | 1956                          | 1957                          | 1958                   | 1959                   | 1960                   | 1962                   | 1963                          | 1964                          | 1967                          | 1976                          | 1999                          | 2000                          | 2002                   | 2003                   | 2004                   | 2012                   | 2022                   |
| 西ジャワ州                    | 西ジャワ州                    | 西ジャワ州                    | 西ジャワ州                    | 西ジャワ州                    | 西ジャワ州                    | 西ジャワ州             | ジャカルタ首都特別州   | ジャカルタ首都特別州   | ジャカルタ首都特別州   | ジャカルタ首都特別州          | ジャカルタ首都特別州          | ジャカルタ首都特別州          | ジャカルタ首都特別州          | ジャカルタ首都特別州          | ジャカルタ首都特別州          | ジャカルタ首都特別州   | ジャカルタ首都特別州   | ジャカルタ首都特別州   | ジャカルタ首都特別州   | ジャカルタ首都特別州   |
| 西ジャワ州                    | 西ジャワ州                    | 西ジャワ州                    | 西ジャワ州                    | 西ジャワ州                    | 西ジャワ州                    | 西ジャワ州             | 西ジャワ州             | 西ジャワ州             | 西ジャワ州             | 西ジャワ州                    | 西ジャワ州                    | 西ジャワ州                    | 西ジャワ州                    | 西ジャワ州                    | バンテン州                    | バンテン州             | バンテン州             | バンテン州             | バンテン州             | バンテン州             |
| 西ジャワ州                    | 西ジャワ州                    | 西ジャワ州                    | 西ジャワ州                    | 西ジャワ州                    | 西ジャワ州                    | 西ジャワ州             | 西ジャワ州             | 西ジャワ州             | 西ジャワ州             | 西ジャワ州                    | 西ジャワ州                    | 西ジャワ州                    | 西ジャワ州                    | 西ジャワ州                    | 西ジャワ州                    |                        |                        |                        |                        |                        |
| 中部ジャワ州                  | 中部ジャワ州                  | 中部ジャワ州                  | ジョグジャカルタ特別州        | ジョグジャカルタ特別州        | ジョグジャカルタ特別州        | ジョグジャカルタ特別州 | ジョグジャカルタ特別州 | ジョグジャカルタ特別州 | ジョグジャカルタ特別州 | ジョグジャカルタ特別州        | ジョグジャカルタ特別州        | ジョグジャカルタ特別州        | ジョグジャカルタ特別州        | ジョグジャカルタ特別州        | ジョグジャカルタ特別州        | ジョグジャカルタ特別州 | ジョグジャカルタ特別州 | ジョグジャカルタ特別州 | ジョグジャカルタ特別州 | ジョグジャカルタ特別州 |
| 中部ジャワ州                  | 中部ジャワ州                  | 中部ジャワ州                  | 中部ジャワ州                  |                               |                               |                        |                        |                        |                        |                               |                               |                               |                               |                               |                               |                        |                        |                        |                        |                        |
| 東ジャワ州                    |                               |                               |                               |                               |                               |                        |                        |                        |                        |                               |                               |                               |                               |                               |                               |                        |                        |                        |                        |                        |
| 小スンダ州→ヌサ・トゥンガラ州 | 小スンダ州→ヌサ・トゥンガラ州 | 小スンダ州→ヌサ・トゥンガラ州 | 小スンダ州→ヌサ・トゥンガラ州 | 小スンダ州→ヌサ・トゥンガラ州 | 小スンダ州→ヌサ・トゥンガラ州 | バリ州                 | バリ州                 | バリ州                 | バリ州                 | バリ州                        | バリ州                        | バリ州                        | バリ州                        | バリ州                        | バリ州                        | バリ州                 | バリ州                 | バリ州                 | バリ州                 | バリ州                 |
| 小スンダ州→ヌサ・トゥンガラ州 | 小スンダ州→ヌサ・トゥンガラ州 | 小スンダ州→ヌサ・トゥンガラ州 | 小スンダ州→ヌサ・トゥンガラ州 | 小スンダ州→ヌサ・トゥンガラ州 | 小スンダ州→ヌサ・トゥンガラ州 | 西ヌサ・トゥンガラ州   |                        |                        |                        |                               |                               |                               |                               |                               |                               |                        |                        |                        |                        |                        |
| 小スンダ州→ヌサ・トゥンガラ州 | 小スンダ州→ヌサ・トゥンガラ州 | 小スンダ州→ヌサ・トゥンガラ州 | 小スンダ州→ヌサ・トゥンガラ州 | 小スンダ州→ヌサ・トゥンガラ州 | 小スンダ州→ヌサ・トゥンガラ州 | 東ヌサ・トゥンガラ州   |                        |                        |                        |                               |                               |                               |                               |                               |                               |                        |                        |                        |                        |                        |
| ポルトガル領ティモール        | ポルトガル領ティモール        | ポルトガル領ティモール        | ポルトガル領ティモール        | ポルトガル領ティモール        | ポルトガル領ティモール        | ポルトガル領ティモール | ポルトガル領ティモール | ポルトガル領ティモール | ポルトガル領ティモール | ポルトガル領ティモール        | ポルトガル領ティモール        | ポルトガル領ティモール        | 東ティモール州                | 国連暫定統治                  | 国連暫定統治                  | 東ティモール           | 東ティモール           | 東ティモール           | 東ティモール           | 東ティモール           |
| 1945                          | 1948                          | 1949                          | 1950                          | 1956                          | 1957                          | 1958                   | 1959                   | 1960                   | 1962                   | 1963                          | 1964                          | 1967                          | 1976                          | 1999                          | 2000                          | 2002                   | 2003                   | 2004                   | 2012                   | 2022                   |
| カリマンタン州                | カリマンタン州                | カリマンタン州                | カリマンタン州                | カリマンタン州                | 西カリマンタン州              | 西カリマンタン州       | 西カリマンタン州       | 西カリマンタン州       | 西カリマンタン州       | 西カリマンタン州              | 西カリマンタン州              | 西カリマンタン州              | 西カリマンタン州              | 西カリマンタン州              | 西カリマンタン州              | 西カリマンタン州       | 西カリマンタン州       | 西カリマンタン州       | 西カリマンタン州       | 西カリマンタン州       |
| カリマンタン州                | カリマンタン州                | カリマンタン州                | カリマンタン州                | カリマンタン州                | 中部カリマンタン州            |                        |                        |                        |                        |                               |                               |                               |                               |                               |                               |                        |                        |                        |                        |                        |
| カリマンタン州                | カリマンタン州                | カリマンタン州                | カリマンタン州                | カリマンタン州                | 南カリマンタン州              |                        |                        |                        |                        |                               |                               |                               |                               |                               |                               |                        |                        |                        |                        |                        |
| カリマンタン州                | カリマンタン州                | カリマンタン州                | カリマンタン州                | カリマンタン州                | 東カリマンタン州              | 東カリマンタン州       | 東カリマンタン州       | 東カリマンタン州       | 東カリマンタン州       | 東カリマンタン州              | 東カリマンタン州              | 東カリマンタン州              | 東カリマンタン州              | 東カリマンタン州              | 東カリマンタン州              | 東カリマンタン州       | 東カリマンタン州       | 東カリマンタン州       | 北カリマンタン州       | 北カリマンタン州       |
| カリマンタン州                | カリマンタン州                | カリマンタン州                | カリマンタン州                | カリマンタン州                | 東カリマンタン州              | 東カリマンタン州       | 東カリマンタン州       | 東カリマンタン州       | 東カリマンタン州       | 東カリマンタン州              | 東カリマンタン州              | 東カリマンタン州              | 東カリマンタン州              | 東カリマンタン州              | 東カリマンタン州              | 東カリマンタン州       | 東カリマンタン州       | 東カリマンタン州       | 東カリマンタン州       |                        |
| スラウェシ州                  | スラウェシ州                  | スラウェシ州                  | スラウェシ州                  | スラウェシ州                  | スラウェシ州                  | スラウェシ州           | スラウェシ州           | 北・中部スラウェシ州   | 北・中部スラウェシ州   | 北・中部スラウェシ州          | 中部スラウェシ州              | 中部スラウェシ州              | 中部スラウェシ州              | 中部スラウェシ州              | 中部スラウェシ州              | 中部スラウェシ州       | 中部スラウェシ州       | 中部スラウェシ州       | 中部スラウェシ州       | 中部スラウェシ州       |
| スラウェシ州                  | スラウェシ州                  | スラウェシ州                  | スラウェシ州                  | スラウェシ州                  | スラウェシ州                  | スラウェシ州           | スラウェシ州           | 北・中部スラウェシ州   | 北・中部スラウェシ州   | 北・中部スラウェシ州          | 北スラウェシ州                | 北スラウェシ州                | 北スラウェシ州                | 北スラウェシ州                | ゴロンタロ州                  | ゴロンタロ州           | ゴロンタロ州           | ゴロンタロ州           | ゴロンタロ州           | ゴロンタロ州           |
| スラウェシ州                  | スラウェシ州                  | スラウェシ州                  | スラウェシ州                  | スラウェシ州                  | スラウェシ州                  | スラウェシ州           | スラウェシ州           | 北・中部スラウェシ州   | 北・中部スラウェシ州   | 北・中部スラウェシ州          | 北スラウェシ州                | 北スラウェシ州                | 北スラウェシ州                | 北スラウェシ州                | 北スラウェシ州                |                        |                        |                        |                        |                        |
| スラウェシ州                  | スラウェシ州                  | スラウェシ州                  | スラウェシ州                  | スラウェシ州                  | スラウェシ州                  | スラウェシ州           | スラウェシ州           | 南・南東スラウェシ州   | 南・南東スラウェシ州   | 南・南東スラウェシ州          | 南東スラウェシ州              | 南東スラウェシ州              | 南東スラウェシ州              | 南東スラウェシ州              | 南東スラウェシ州              | 南東スラウェシ州       | 南東スラウェシ州       | 南東スラウェシ州       | 南東スラウェシ州       | 南東スラウェシ州       |
| スラウェシ州                  | スラウェシ州                  | スラウェシ州                  | スラウェシ州                  | スラウェシ州                  | スラウェシ州                  | スラウェシ州           | スラウェシ州           | 南・南東スラウェシ州   | 南・南東スラウェシ州   | 南・南東スラウェシ州          | 南スラウェシ州                | 南スラウェシ州                | 南スラウェシ州                | 南スラウェシ州                | 南スラウェシ州                | 南スラウェシ州         | 南スラウェシ州         | 西スラウェシ州         | 西スラウェシ州         | 西スラウェシ州         |
| スラウェシ州                  | スラウェシ州                  | スラウェシ州                  | スラウェシ州                  | スラウェシ州                  | スラウェシ州                  | スラウェシ州           | スラウェシ州           | 南・南東スラウェシ州   | 南・南東スラウェシ州   | 南・南東スラウェシ州          | 南スラウェシ州                | 南スラウェシ州                | 南スラウェシ州                | 南スラウェシ州                | 南スラウェシ州                | 南スラウェシ州         | 南スラウェシ州         | 南スラウェシ州         |                        |                        |
| 1945                          | 1948                          | 1949                          | 1950                          | 1956                          | 1957                          | 1958                   | 1959                   | 1960                   | 1962                   | 1963                          | 1964                          | 1967                          | 1976                          | 1999                          | 2000                          | 2002                   | 2003                   | 2004                   | 2012                   | 2022                   |
| マルク州                      | マルク州                      | マルク州                      | マルク州                      | マルク州                      | マルク州                      | マルク州               | マルク州               | マルク州               | マルク州               | マルク州                      | マルク州                      | マルク州                      | マルク州                      | 北マルク州                    | 北マルク州                    | 北マルク州             | 北マルク州             | 北マルク州             | 北マルク州             | 北マルク州             |
| マルク州                      | マルク州                      | マルク州                      | マルク州                      | マルク州                      | マルク州                      | マルク州               | マルク州               | マルク州               | マルク州               | マルク州                      | マルク州                      | マルク州                      | マルク州                      | マルク州                      |                               |                        |                        |                        |                        |                        |
| オランダ領東インド            | オランダ領東インド            | オランダ領ニューギニア        | オランダ領ニューギニア        | オランダ領ニューギニア        | オランダ領ニューギニア        | オランダ領ニューギニア | オランダ領ニューギニア | オランダ領ニューギニア | 国連 暫定統治          | 西イリアン州→イリアンジャヤ州 | 西イリアン州→イリアンジャヤ州 | 西イリアン州→イリアンジャヤ州 | 西イリアン州→イリアンジャヤ州 | 西イリアン州→イリアンジャヤ州 | 西イリアン州→イリアンジャヤ州 | パ プ ア 州            | 西パプア州             | 西パプア州             | 西パプア州             | 南西パプア州           |
| オランダ領東インド            | オランダ領東インド            | オランダ領ニューギニア        | オランダ領ニューギニア        | オランダ領ニューギニア        | オランダ領ニューギニア        | オランダ領ニューギニア | オランダ領ニューギニア | オランダ領ニューギニア | 国連 暫定統治          | 西イリアン州→イリアンジャヤ州 | 西イリアン州→イリアンジャヤ州 | 西イリアン州→イリアンジャヤ州 | 西イリアン州→イリアンジャヤ州 | 西イリアン州→イリアンジャヤ州 | 西イリアン州→イリアンジャヤ州 | パ プ ア 州            | 西パプア州             | 西パプア州             | 西パプア州             | 西パプア州             |
| オランダ領東インド            | オランダ領東インド            | オランダ領ニューギニア        | オランダ領ニューギニア        | オランダ領ニューギニア        | オランダ領ニューギニア        | オランダ領ニューギニア | オランダ領ニューギニア | オランダ領ニューギニア | 国連 暫定統治          | 西イリアン州→イリアンジャヤ州 | 西イリアン州→イリアンジャヤ州 | 西イリアン州→イリアンジャヤ州 | 西イリアン州→イリアンジャヤ州 | 西イリアン州→イリアンジャヤ州 | 西イリアン州→イリアンジャヤ州 | パ プ ア 州            | パプア州               | パプア州               | パプア州               | 中部パプア州           |
| オランダ領東インド            | オランダ領東インド            | オランダ領ニューギニア        | オランダ領ニューギニア        | オランダ領ニューギニア        | オランダ領ニューギニア        | オランダ領ニューギニア | オランダ領ニューギニア | オランダ領ニューギニア | 国連 暫定統治          | 西イリアン州→イリアンジャヤ州 | 西イリアン州→イリアンジャヤ州 | 西イリアン州→イリアンジャヤ州 | 西イリアン州→イリアンジャヤ州 | 西イリアン州→イリアンジャヤ州 | 西イリアン州→イリアンジャヤ州 | パ プ ア 州            | パプア州               | パプア州               | パプア州               | 山岳パプア州           |
| オランダ領東インド            | オランダ領東インド            | オランダ領ニューギニア        | オランダ領ニューギニア        | オランダ領ニューギニア        | オランダ領ニューギニア        | オランダ領ニューギニア | オランダ領ニューギニア | オランダ領ニューギニア | 国連 暫定統治          | 西イリアン州→イリアンジャヤ州 | 西イリアン州→イリアンジャヤ州 | 西イリアン州→イリアンジャヤ州 | 西イリアン州→イリアンジャヤ州 | 西イリアン州→イリアンジャヤ州 | 西イリアン州→イリアンジャヤ州 | パ プ ア 州            | パプア州               | パプア州               | パプア州               | 南パプア州             |
| オランダ領東インド            | オランダ領東インド            | オランダ領ニューギニア        | オランダ領ニューギニア        | オランダ領ニューギニア        | オランダ領ニューギニア        | オランダ領ニューギニア | オランダ領ニューギニア | オランダ領ニューギニア | 国連 暫定統治          | 西イリアン州→イリアンジャヤ州 | 西イリアン州→イリアンジャヤ州 | 西イリアン州→イリアンジャヤ州 | 西イリアン州→イリアンジャヤ州 | 西イリアン州→イリアンジャヤ州 | 西イリアン州→イリアンジャヤ州 | パ プ ア 州            | パプア州               | パプア州               | パプア州               | パプア州               |
| 1945                          | 1948                          | 1949                          | 1950                          | 1956                          | 1957                          | 1958                   | 1959                   | 1960                   | 1962                   | 1963                          | 1964                          | 1967                          | 1976                          | 1999                          | 2000                          | 2002                   | 2003                   | 2004                   | 2012                   | 2022                   |

## 県・市

インドネシアの県と市

インドネシアには2020年時点で416県（kabupaten）と98市（kota）が存在する。